# Kashgar
Kashgar er en vigtig by i Xinjiang-området i Kina.
Befolkning på ca. 200,000 er mest uighur, men der er et han-kineskisk mindretal.
Den lå på Silkeruten. Der er busforbindelse med Kirgisistan og med Pakistan over Karakoram Highway samt jernbane forbindelse med resten af Kina (siden 1999).

## Seværdighed
- Id Kah Moskéen – den største moské i Kina

39°27′00″N 75°59′00″Ø / 39.45°N 75.98333°Ø